# Martin Törngren
Martin Törngren, född 1735 i Stockholm, död 1799 i Göteborg, var en svensk direktör för Ostindiska kompaniet och riksdagsman, samt ägare av Råda säteri.

## Biografi
Törngren var son till tullförvaltaren i Stockholm Petter Törngren. Bosatt i Göteborg blev han år 1761 medlem i Handelssocieteten. Han var chef för handelshuset Bellenden & Co, direktör för Ostindiska och Grönländska kompanierna, diskontodirektör, riksdagsman för Göteborg och ägare av Råda säteri i Mölnlycke. Han var första gången gift med George Bellendens änka Sara Chambers, syster till arkitekten William Chambers. Äktenskapet var barnlöst. I sitt andra äktenskap med Eva Lovisa Svartlock från Norrköping, hade han ett barn, dottern Martina (gift von Schwerin), född den 3 januari 1788.
Törngren blev delägare i det av Johan Schutz och Volrath Öltken anlagda Göteborgs glasbruk i Majorna. Törngren var en av Göteborgs rikaste personer och änkan var den näst högst taxerade i staden år 1800 med 105 246 riksdaler banco.